# Distretto di Ban Khok
Il distretto di Ban Khok (in thailandese: บ้านโคก) è un distretto (amphoe) della Thailandia, situato nella provincia di Uttaradit.